# Kara Wolters
Kara Elizabeth Wolters (Natick, 15 augustus 1975) is een voormalig Amerikaans basketbalspeelster. Zij won met het Amerikaans basketbalteam de gouden medaille tijdens de Olympische Zomerspelen 2000. Ook won ze met het nationale team in 1998 het Wereldkampioenschap basketbal. 
Wolters speelde voor het team van de Universiteit van Connecticut. Ze speelde in de American Basketball League voor New England Blizzard, voordat zij in 1999 haar WNBA-debuut maakte bij de Houston Comets. In totaal heeft ze 4 seizoenen in de WNBA gespeeld.
Tijdens de Olympische Zomerspelen 2000 in Sydney won ze olympisch goud door Australië te verslaan in de finale. In totaal speelde ze 6 wedstrijden tijdens de Olympische Spelen en wist alle wedstrijden te winnen. 
Wolters werd in 2017 toegevoegd aan de Women’s Basketball Hall of Fame.